# Санкт-Маргаретен-им-Розенталь
Санкт-Маргаретен-им-Розенталь (нем. Sankt Margareten im Rosental) — коммуна (нем. Gemeinde) в Австрии, в федеральной земле Каринтия.
Входит в состав округа Клагенфурт.  Население составляет 1104 человека (на 31 декабря 2005 года). Занимает площадь 44,0 км². Официальный код  —  2 04 28.

## Политическая ситуация
Бургомистр коммуны — Лукас Вольте (СДПА) по результатам выборов 2003 года.
Совет представителей коммуны (нем. Gemeinderat) состоит из 15 мест.
- СДПА занимает 8 мест.
- АНП занимает 4 места.
- АПС занимает 2 места.
- Партия EL занимает 1 место.